# Somluck Kamsing
Somluck Kamsing též Somrak Kamsing (thajsky: สมรักษ์ คำสิงห์; * 16. ledna 1973 Non Sombun) je bývalý thajský boxer. Na olympijských hrách v Atlantě roku 1996 vyhrál zlatou medaili v pérové váze (do 57 kg). Stal se tak prvním thajským sportovcem, kterému se na olympiádě podařilo zvítězit. Ve stejné váhové kategorii získal dvakrát zlato i na Asijských hrách (1994, 1998). Na olympijských hrách v Sydney roku 2000 byl vlajkonošem thajské výpravy. Vedle klasického boxu se věnoval též thajskému boxu, hrál v několika thajských filmech a zkoušel se též prosadit jako zpěvák, natočil i vlastní album. Jeho starší bratr Somrot Kamsing byl také boxerem.